# Landon Emenalo
Landon Emenalo (Arizona, 18 de enero de 2008) es un futbolista estadounidense, nacionalizado británico, que juega de centrocampista para el Chelsea de la Premier League.

## Biografía
Emenalo nació el 18 de enero de 2008. Nacido en Arizona (Estados Unidos), es hijo del exfutbolista nigeriano y director técnico del Chelsea Michael Emenalo y de madre estadounidense, y se trasladó a Inglaterra a una edad temprana.

## Trayectoria
Como jugador juvenil, Emenalo se incorporó a la cantera del Chelsea de la Premier League. En 2017, se incorporó a la cantera del Mónaco de la Ligue 1 de Francia. Posteriormente, regresó a la cantera del Chelsea en 2019. Un periódico inglés escribió en 2025 que era "un elemento clave en el equipo sub-18 del club".

### Chelsea
El 17 de abril de 2025, Emenalo recibió su primera convocatoria con el primer equipo, siendo suplente no utilizado durante el partido de cuartos de final de la Europa Conference League del Chelsea contra el Legia Warszawa de la Ekstraklasa.

## Selección nacional
En mayo de 2025, Emenalo fue incluido en la lista de convocados para el Campeonato Europeo Sub-17 de la UEFA 2025.

## Estilo de juego
Emenalo juega de centrocampista. Conocido por su versatilidad y capacidad de pase, es zurdo.

## Estadísticas

### Clubes
Actualizado al último partido disputado el 29 de mayo de 2025.
| Club                     | Div.          | Temporada     | Liga  | Liga  | Liga   | Copas | Copas | Copas  | Internacional | Internacional | Internacional | Total | Total | Total  |
| Club                     | Div.          | Temporada     | Part. | Goles | Asist. | Part. | Goles | Asist. | Part.         | Goles         | Asist.        | Part. | Goles | Asist. |
| ------------------------ | ------------- | ------------- | ----- | ----- | ------ | ----- | ----- | ------ | ------------- | ------------- | ------------- | ----- | ----- | ------ |
| Chelsea F. C. Inglaterra | 1.ª           | 2024-25       | 0     | 0     | 0      | 0     | 0     | 0      | ―             | ―             | ―             | 0     | 0     | 0      |
| Chelsea F. C. Inglaterra | Total club    | Total club    | 0     | 0     | 0      | 0     | 0     | 0      | ―             | ―             | ―             | 0     | 0     | 0      |
| Total carrera            | Total carrera | Total carrera | 0     | 0     | 0      | 0     | 0     | 0      | ―             | ―             | ―             | 0     | 0     | 0      |